# Amédée de Beauplan
Amédée de Beauplan (Saint-Rémy-lès-Chevreuse, 11 de julio de 1790-París, 24 de diciembre de 1853) fue un dramaturgo, compositor y pintor francés.
Gran parte de su familia, cercana a la reina María Antonieta, fue ejecutada durante la Revolución francesa.
Compuso éxitos musicales, como Le Pardon, Dormez, mes chères amours y el famoso Leçon de valse du petit François (1834), que se cantó en los cabarés durante un siglo. También es el autor de dos opéra-comique, L'Amazone y Le Mari au Bal (1845). Asimismo, figuró como autor de vaudevilles, novelas, fábulas y algunos cuadros.
Su hijo, Arthur de Beauplan, fue también compositor.

### Citas
1. ↑  Amédée de Beauplan (1790-1853). Biblioteca Nacional de Francia. Consultado el 26 de julio de 2018.